# Liste der Kulturgüter in Bühl
Die Liste der Kulturgüter in Bühl enthält alle Objekte in der Gemeinde Bühl im Kanton Bern, die gemäss der Haager Konvention zum Schutz von Kulturgut bei bewaffneten Konflikten, dem Bundesgesetz vom 20. Juni 2014 über den Schutz der Kulturgüter bei bewaffneten Konflikten sowie der Verordnung vom 29. Oktober 2014 über den Schutz der Kulturgüter bei bewaffneten Konflikten unter Schutz stehen.
Objekte der Kategorie A sind im Gemeindegebiet nicht ausgewiesen, Objekte der Kategorie B sind vollständig in der Liste enthalten, Objekte der Kategorie C fehlen zurzeit (Stand: 30. Januar 2024). Unter übrige Baudenkmäler sind geschützte Objekte zu finden, die im Bauinventar des Kantons Bern als «schützenswert» verzeichnet sind.

## Kulturgüter
| Foto |                                                                    | Objekt                                  | Kat. | Typ | Standort                       | Beschreibung |
| ---- | ------------------------------------------------------------------ | --------------------------------------- | ---- | --- | ------------------------------ | --- |
| ja   | Datei hochladen · Wikidata zu Speicher Kiener-Rohrbach (Q29651869) | Speicher Kiener-Rohrbach KGS-Nr.: 00815 | B    | G   | Bielstrasse 3b 585185 / 213420 | 1753 erbauter Speicher, heute als Schopf und Remise verwendet. Er gehört zu den am besten erhaltenen Beispielen im Seeland dieser heute seltenen Baugattung. Der formschöne, hervorragend ausgestatteter Ständerbau mit Gerschilddach und tonnengewölbtem Kellergeschoss fällt durch eine reiche Detailgestaltung mit repräsentativem Anspruch auf. |

## Übrige Baudenkmäler
Hinweis: Anstelle der KGS-Nummer wird als Objekt-Identifikator (ID) die Grundstücksnummer verwendet.
| ID  | Foto |                                                                          | Objekt                               | Typ | Standort                        | Beschreibung |
| --- | ---- | ------------------------------------------------------------------------ | ------------------------------------ | --- | ------------------------------- | ------------ |
| 50  | ja   | Datei hochladen · Wikidata zu Archivgebäude mit Arrestlokal (Q112679858) | Archivgebäude mit Arrestlokal (1905) | G   | Dorfstrasse 14a 585354 / 213437 |              |
| 159 | ja   | Datei hochladen · Wikidata zu Stöckli (Q112680255)                       | Stöckli (1845)                       | G   | Dorfstrasse 4 585290 / 213338   |              |
| 201 | ja   | Datei hochladen · Wikidata zu Bauernhaus (Q112680668)                    | Bauernhaus (um 1810)                 | G   | Moosgasse 2, 4 585232 / 213119  |              |
| 204 | ja   | Datei hochladen · Wikidata zu Altes Schulhaus (Q112685218)               | Altes Schulhaus (1814)               | G   | Dorfstrasse 11 585290 / 213392  |              |
| 265 | ja   | Datei hochladen · Wikidata zu Bauernhaus (1814) (Q112685460)             | Bauernhaus (1814)                    | G   | Zälgli 2 585179 / 213357        |              |
| 265 | ja   | Datei hochladen · Wikidata zu Ehemaliges Ofenhaus (Q112685751)           | Ehemaliges Ofenhaus (1726)           | G   | Bielstrasse 3a 585161 / 213403  |              |
| 294 | ja   | Datei hochladen · Wikidata zu Bauernhaus (um 1800) (Q112686011)          | Bauernhaus (um 1800)                 | G   | Moosgasse 36 585030 / 212786    |              |